# Grammostola grossa
Grammostola grossa là một loài nhện trong họ Theraphosidae.
Loài này thuộc chi Grammostola. Grammostola grossa được miêu tả năm 1871 bởi Ausserer.
Bởi vì nó đặc biệt phổ biến ở Paraguay nên nó còn được gọi là "Guarani tarantula khổng lồ" theo tên người dân bản địa của quốc gia đó.

## Hình ảnh

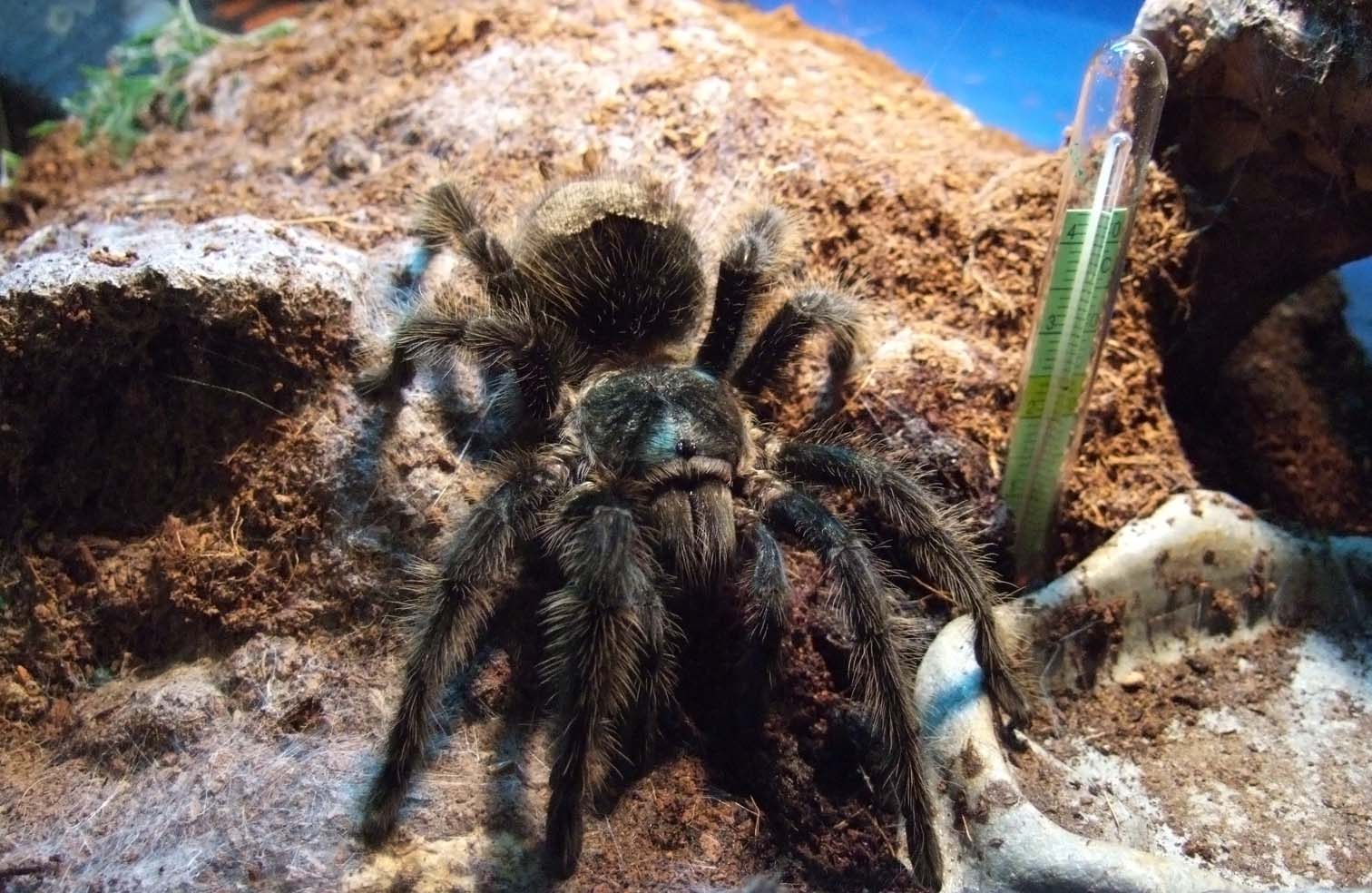